# Li Đảo
Li Đảo (giản thể: 离岛区; phồn thể: 離島區; bính âm: Lídǎo Qū; Việt bính: lei4dou2 keoi1, có nghĩa là 'đảo xa') là một trong 18 quận của Hồng Kông. Quận là một phần của Tân Giới. Dân số toàn quận năm 2009 là 137.122 người. Li Đảo bao gồm khoảng 20 đảo lớn và nhiều đảo nhỏ tại nam và tây nam của Hông Kông. Tuy nhiên, quận không bao gồm Đảo Hồng Kông.
Với diện tích chiếm tới 16% và dân số chỉ chiếm 2% của toàn Hồng Kông, quận Li Đảo là quận có diện tích rộng và ít dân cư nhất toàn đặc khu. Các hòn đảo xa nổi tiếng với phong cách sống thoải mái hơn so với Đảo Hồng Kông và Bán đảo Cửu Long. Đây là quận có dân số trẻ thứ ba của đặc khu.
Đảo lớn nhất của quận Li Đảo là Ngũ Chỉ Sơn (tên cũ là đảo Lạn Đầu (Lantau)), cũng là đảo lớn nhất tại Hồng Kông. Tuy nhiên, phần phía bắc của đảo này thuộc quận Thuyền Loan. Khu vực Đông Dũng ở phía bắc Ngũ Chỉ Sơn gần Sân bay quốc tế Hồng Kông đang được phát triển để trở thành một khu đô thị mới.